# Porpolomopsis
Porpolomopsis — рід грибів родини Tricholomataceae. Назва вперше опублікована 2008 року.